# Melanotrichus elongatus
Melanotrichus elongatus är en insektsart som beskrevs av Kelton 1980. Melanotrichus elongatus ingår i släktet Melanotrichus och familjen ängsskinnbaggar. Inga underarter finns listade i Catalogue of Life.